# Brevibrachium augeneri
Brevibrachium augeneri är en ringmaskart som beskrevs av Paxton 1986. Brevibrachium augeneri ingår i släktet Brevibrachium och familjen Onuphidae. Inga underarter finns listade i Catalogue of Life.